# پیرز مورگان
پیرز استفان پوه مورگان (/pɪərz/؛ با نام تولد O'Meara، زاده ۳۰ مارس ۱۹۶۵)، مجری، روزنامه‌نگار، نویسنده و شخصیت تلویزیونی انگلیسی است. او کار خود را در سال ۱۹۸۸ در روزنامه د سان آغاز کرد. در سال ۱۹۹۴، در سن ۲۹ سالگی توسط روپرت مرداک به سردبیری نیوز آو د ورلد منصوب شد که او را به جوان‌ترین سردبیر یک روزنامه ملی بریتانیا در بیش از نیم قرن تبدیل کرد. مورگان از سال ۱۹۹۵، روزنامه دیلی میرور را ویرایش کرد اما در سال ۲۰۰۴ اخراج شد. او از سال ۲۰۰۶ تا ۲۰۰۷، مدیر تحریریه روزنامه تبلوید بریتانیایی فرست نیوز بود. در سال ۲۰۱۴، مورگان، اولین سردبیر وب سایت میل‌آنلاین در آمریکا شد.
مورگان به عنوان یک مجری تلویزیونی، برنامه گفتگوی داستان‌های زندگی پیر مورگان شبکه آی‌تی‌وی (۲۰۰۹–۲۰۲۰) و برنامه گفتگوی پیرز مورگان لایو شبکه سی‌ان‌ان (۲۰۱۱–۲۰۱۴) را میزبانی کرد. او برنامه صبح بخیر بریتانیا شبکه آی‌تی‌وی برکفست را با سوزانا رید (۲۰۱۵–۲۰۲۱) نمایش داد و همچنین داور برنامه‌های استعدادیابی آمریکاز گات تلنت (۲۰۰۶–۲۰۱۱) و بریتینز گات تلنت (۲۰۰۷–۲۰۱۰) بوده است. در سال ۲۰۰۸، مورگان برنده سلبریتی تازه‌کار ایالات متحده شد که همراه با رئیس‌جمهور آینده آمریکا، دونالد ترامپ اجرا داشت. از سال ۲۰۲۲، او مجری برنامه تاک‌تی‌وی در برنامه بدون سانسور پیرز مورگان بوده است.
مورگان زمانی سردبیر دیلی میرور بود که این روزنامه در رسوایی هک تلفن دست داشت. در سال ۲۰۱۱، مورگان ماجرای هک کردن تلفن را انکار و اظهار داشت که «تا آنجا که من می‌دانم هیچ داستانی از هک تلفن منتشر نشده است». سال بعد، او در یافته‌های تحقیقاتی لوسون توسط رئیس برایان لوسون مورد انتقاد قرار گرفت که اظهار داشت: «اظهارات ارائه شده در شهادت مورگان در مورد هک تلفن "کاملاً متقاعدکننده" نبوده و "او می‌دانست که در کل این موضوع در مطبوعات در حال وقوع است و اینکه او به اندازه کافی از رفتار خود خجالت نمی‌کشید حتی که آماده شوخی با آن بود"».
دیدگاه‌های صریح مورگان و نظرات بحث‌برانگیز در صبح بخیر بریتانیا، آفکام را به قضاوت در موارد متعدد سوق داده است. در مارس ۲۰۲۱، مورگان به دنبال انتقاد او از اپرا با مگان و هری، برنامه را با تأثیری آشکار ترک کرد. آفکام بیش از ۵۷٬۰۰۰ شکایت از بینندگان دریافت کرد، از جمله شکایتی از خود مگان، دوشس ساسکس؛مورگان متعاقباً از تخلف آفکام تبرئه شد.

## مصاحبه‌ها

### مصاحبه با کریستیانو رونالدو
مورگان در یک مستند در سال ۲۰۱۹ با عنوان Cristiano Ronaldo Meets Piers Morgan به عنوان مجری مصاحبه ای با کریستیانو رونالدو دربارهٔ وقایع زندگی‌اش داشت و مجدد با او در نوامبر سال ۲۰۲۲ در برنامه تاک‌تی‌وی در مورد منچستر یونایتد و سرمربی وقت آن، اریک تن هاخ گفت‌وگو داشت که بابت همین مصاحبه در ۷ مارس ۲۰۲۳، جایزه سال را در جوایز روزنامه‌نگاری ورزشی بریتانیا دریافت کرد.

### مصاحبه با رضا پهلوی
مورگان در ۳۱ ژانویه ۲۰۱۱ در شبکه سی‌ان‌ان مصاحبه‌ای با رضا پهلوی در مورد وقایع مصر و در ۸ نوامبر ۲۰۲۳ در برنامه تاک‌تی‌وی نیز مصاحبه‌ای با وی حول محور جنگ اسرائیل و حماس و حکومت ایران داشت.